# Besztercebányai járás

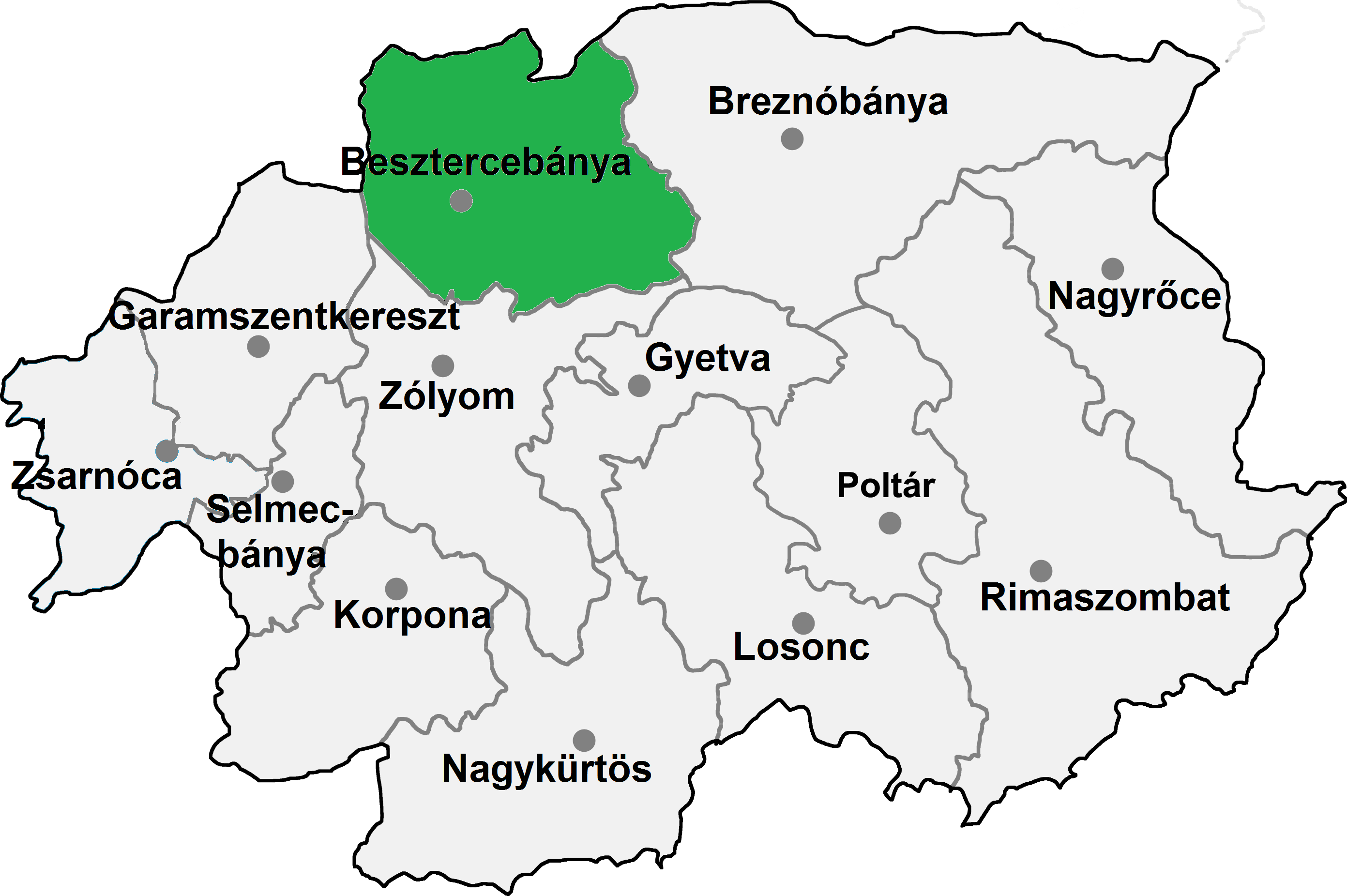
A Besztercebányai járás

A Besztercebányai járás (Okres Banská Bystrica) Szlovákia Besztercebányai kerületének közigazgatási egysége. Területe 809 km², lakosainak száma 111 984 (2001), székhelye Besztercebánya (Banská Bystrica). A járás területe az egykori Zólyom vármegye területe volt.

## Népessége
| Év:            | 1994.   | 2004.   | 2014.   | 2024.   |
| -------------- | ------- | ------- | ------- | ------- |
| Emberek száma: | 112 520 | 111 419 | 111 018 | 106 604 |
| Eltérés:       |         | -0,97 % | -0,35 % | -3,97 % |

| Év:            | 2023.   | 2024.   |
| -------------- | ------- | ------- |
| Emberek száma: | 107 199 | 106 604 |
| Eltérés:       |         | -0,55 % |

## A Besztercebányai járás települései
- Alsóhermánd (Dolný Harmanec)
- Alsómicsinye (Dolná Mičiná)
- Balázs (Baláže)
- Besztercebánya (Banská Bystrica)
- Borosznó (Brusno)
- Bukóc (Pohronský Bukovec)
- Cserény (Čerín)
- Dóval (Donovaly)
- Dubravica (Dúbravica)
- Erdőbádony (Badín)
- Farkaspetőfalva (Vlkanová)
- Felsőmicsinye (Horná Mičiná)
- Felsőperesény (Horné Pršany)
- Garamszeg (Hronsek)
- Göncölfalva (Kynceľová)
- Hermánd (Harmanec)
- Hédel (Hiadeľ)
- Horhát (Hrochoť)
- Királyka (Králiky)
- Kordéháza (Kordíky)
- Libetbánya (Ľubietová)
- Lucatő (Lučatín)
- Malakóperesény (Malachov)
- Martalja (Motyčky)
- Mezőköz (Medzibrod)
- Mosód (Moštenica)
- Oróc (Oravce)
- Óhegy (Staré Hory)
- Padkóc (Podkonice)
- Pónik (Poniky)
- Póráz (Povrazník)
- Perhát (Priechod)
- Récske (Riečka)
- Sebő (Strelníky)
- Szebedénybecsó (Sebedín – Bečov)
- Szelcse (Selce)
- Tajó (Tajov)
- Török (Turecká)
- Úrvölgy (Špania Dolina)
- Zólyomlipcse (Slovenská Ľupča)
- Zólyommócsa (Môlča)
- Zólyomnémeti (Nemce)